# Francesco (pel·lícula)
Francesco és una pel·lícula de 1989 dirigida per Liliana Cavani, que narra, en retrospectiva, la vida de Sant Francesc d'Assís, fill d'home ric i posteriorment sant de la pobresa i fundador dels franciscans. El guió es basa en el llibre de Herman Hesse Sant Francesc d'Assís, que la mateixa directora ja havia adaptat al cinema el 1966. La pel·lícula és protagonitzada per Mickey Rourke com a Francesc i Helena Bonham Carter com a Clara d'Assís. El compositor grec Vangelis va compondre la banda sonora. Ha estat doblada al català.
La pel·lícula va guanyar tres premis i va ser nominada per a un quart. Danilo Donati va guanyar el Premi David de Donatello de 1989 al millor disseny de producció. Fabio Bussotti va guanyar el premi del sindicat italià com a actor secundari. La directora Liliana Cavani va ser nominada per la Palma d'Or en el Festival de cinema de Cannes de 1989.

## Argument
Criat com el fill mimat d'un comerciant, Francesc va a la guerra, només per tornar amb un profund horror per la societat que va generar aquell sofriment. En una escena, com un acte de renúncia, tira després la seva elegant roba davant del seu pare i deixa la casa nu i descalç, unint-se als leprosos i captaires a la zona més pobra de la ciutat. La pel·lícula va narrant una sèrie d'episodis de la vida posterior de Francesc, sense una narrativa coherent, fins als seus últims dies quan rep els estigmes, les ferides que va sofrir Crist en la crucifixió.

## Repartiment
- Mickey Rourke: Francesc d'Assís
- Helena Bonham Carter: Clara d'Assís
- Andréa Ferréol: mare de Francesc (com Andrea Ferreol)
- Nikolaus Dutsch: Cardenal Colonna
- Peter Berling: bisbe Guido d'Assís
- Hanns Zischler: Papa Inocenci III
- Mario Adorf: Cardenal Ugolino
- Paolo Bonacelli: pare de Francesc
- Fabio Bussotti: Lleó d'Assís
- Riccardo De Torrebruna: Pietro Cattani
- Alexander Dubin: Angelo (com Alekander Dubin)
- Edward Farrelly: Egidi
- Paolo Proietti: Pacific
- Paco Reconti: Rufí
- Diego Ribon: Bernat de Quintavalle